# İkinci Nömräli Mayak
İkinci Nömräli Mayak är en ort i Azerbajdzjan.   Den ligger i distriktet Nefttjala, i den sydöstra delen av landet, 120 km söder om huvudstaden Baku. Antalet invånare är 361.
Terrängen runt İkinci Nömräli Mayak är mycket platt. Närmaste större samhälle är Neftçala, 8,0 km väster om İkinci Nömräli Mayak.
I omgivningarna runt İkinci Nömräli Mayak växer huvudsakligen savannskog. Runt İkinci Nömräli Mayak är det ganska glesbefolkat, med 47 invånare per kvadratkilometer.